# 簡吉
簡吉（1903年5月20日—1951年3月7日），高雄鳳山人，臺灣日治時期加入臺灣共產黨，1948年加入中國共產黨，擔任臺灣省工作委員會山地工作委員會書記，於臺灣白色恐怖時期遭到逮捕處死。

## 生平

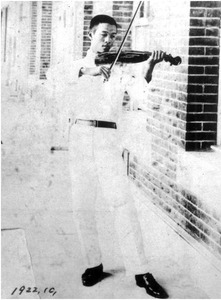
簡吉於1922年10月在台南師範學校紅樓拉小提琴，有「帶著小提琴的革命家」的封號。

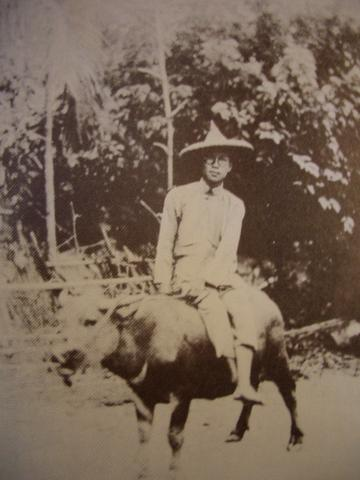
打赤腳、戴斗笠、穿台灣衫並坐在牛背上的簡吉

簡吉從臺南師範學校（今國立臺南大學）講習科畢業後，擔任教職四年，最初於鳳山公學校（今鳳山國小）擔任訓導心得，1924年開始於高雄第三公學校（現高雄市三民國小）擔任准訓導；平日經常研讀列寧及孫中山的著作與學說，思想逐漸左傾。1925年11月，由於地方有農作爭議，於是辭教職為之奔走，並組織鳳山農民組合。1926年，與趙港、楊逵等創組臺灣農民組合，並親任中央常務委員；該組合為臺灣日治時期組織最為完整的農民運動團體。1927年，與趙港同為臺灣代表出席日本農民組合第六回大會，並向日本眾議院遞交抗議書。
1928年6月，簡吉與臺灣共產黨黨員謝雪紅、楊克煌等人結識；同年8月，臺灣農民組合通過支持臺灣共產黨的決議。不久，簡吉開設社會科學研究會，以謝雪紅、楊克培（楊克煌之兄）為講師，而他本人則以蔗農問題、竹林問題、日本退職官員侵占土地問題等題目進行群眾教育。1929年2月12日，簡吉被捕；一審判刑4個月，二審改判一年；出獄後仍持續抗爭；1931年，再度被捕，判刑10年。
第二次世界大戰日本投降後，國民政府接管臺灣，簡吉出任三民主義青年團高雄分團書記及新竹桃園水利協會理事。1947年二二八事件爆發，簡吉與張志忠等人合組台灣自治聯軍。在張志忠的介紹下，簡吉於1948年加入中國共產黨，並於1949年10月出任中國共產黨臺灣省工作委員會山地工作委員會書記。1950年，簡吉被捕，判處死刑；隔年3月7日在臺北馬場町被槍決。
根據其日記，其在1930年在獄中曾託親人寄送他世界語的教材、辭典為供獄中閱讀。

## 紀念
臺塑集團董事長王永慶女婿、大眾電腦董事長簡明仁為簡吉之子。1993年8月4日，大眾電腦成立「財團法人簡吉陳何文教基金會」，以紀念與傳承其父母之理念。2000年4月，基金會更名為「財團法人大眾教育基金會」。2005年2月，中央研究院臺灣史研究所主編的《簡吉獄中日記》出版，收錄簡吉日據時期在獄中所作的部分日記。2008年6月，國史館主編的《簡吉史料編輯》出版。

## 外部連結
- 大眾教育基金會，archive